# Kwangbokstraat
De Kwangbokstraat (lett. Bevrijdingsstraat) is een belangrijke weg in de Noord-Koreaanse hoofdstad Pyongyang. De straat is ongeveer zes kilometer lang en honderd meter breed. De straat werd in 1989, ter gelegenheid van het dertiende Wereldfestival voor jeugd en studenten in Pyongyang, voltooid.

## Trivia
- De Kwangbokstraat maakt deel uit van het parcours van de marathon van Pyongyang.